# Ялтинський трамвай
Ялтинський трамвай — трамвайна система, яку планувалося спорудити у Ялті на початку 20 століття.

## Історія
Проєкт побудови трамвайної лінії від Ялти до Алупки та Гурзуфа 1905 року запропонувала фірма "Вестінгауз", однак міською думою проєкт було відхилено.
Вдруге пропозицію вніс у травні 1908 року підприємець С.Чаєв. Дума підписала з ним контракт, згідно з яким мала бути збудована лінія Ялта-Бахчисарай і довжина міської ділянки мала становити 4,5 км. Він отримав концесію на 60 років і наступного, 1909 року розробив проєкт мережі ліній. Згідно з ним, основна лінія пролягала від Масандри центром міста, набережною та вздовж річки Яузлар, від Пушкніського бульвару мала йти гілка до Лівадаї. Проєкт затвердили у листопаді 1910 року, однак вже за місяць Чаєв відмовився від проєкту.
Третя пропозиція надійшла 1912 року від інженера П.Макарівського. Його проєкт передбачав побудову трьох міських ліній спільним коштом концесіонера та міста. Однак через фінансові проблеми питання з місця не зрушило. Зрештою, у 1914, 1916 та 1917 роках Ялта вирішувала будувати трамвай самотужки, однак через війну плани залишлися лише планами.
Однак ідея і після подій революції продовжувала жити. Вже 1925 року було складено проєкт будівництва трьох ліній: 
- 1: вул. Ломоносова-Масандра (завдовжки 4.3 км);
- 2:вздовж річки Дерекой до селища Дерекой (Ущельне) (завдовжки 1,4 км;
- 3:Набережна-Лівадія (1,3 км). На заваді став землетрус 1927 року.

Востаннє до проєкту будівництва трамваю повернулися 1937 року, коли було розпочато проєктування лінії Ялта-Сімеїз протяжністю 25 кілометрів. Однак як і попередні, цей проєкт Ялтинського трамваю і сам трамвай залищився лише на папері.